# 蓝色列车 (铁托)
蓝色列车（羅馬化：Plavi voz，羅馬化：Siniot voz）是南斯拉夫总统约瑟普·布罗兹·铁托曾使用的前国家级豪华列车的通称。在其服役期间，已有超过60位国家元首与世界领导人乘坐过蓝色列车。部分现存的列车车辆现作为旅游景点，在全长476千米的贝尔格莱德－巴尔铁路上运行，该线路连接塞尔维亚首都贝尔格莱德与黑山海滨城镇巴尔。